# Шапо-бержер
Шапо́-берже́р (фр. chapeau bergère — «шляпа по-пастушьи») — женский головной убор, соломенная шляпка с плоскими широкими полями и низким верхом, обычно украшенная лентами или цветами. В Англии называлась «шляпкой доярки» (англ. milkmaid hat).
По другой версии своим названием шляпка обязана «Портрету мадам Бержере» (ок. 1766) кисти Франсуа Буше, придворного художника французского короля Людовика XV. Женщина, изображённая на портрете (возможно, одна из жён коллекционера Бержере де Гранкура), держит в руках подобную соломенную шляпку, украшенную голубой лентой.
Войдя в моду в середине XVIII века, этот головной убор был особенно популярен в эпоху рококо — его изображение можно увидеть на полотнах художников Ж.-О. Фрагонара («Качели»), Ф. Буше, Т. Гейнсборо, И. Цоффани и других.

## Галерея
- Шапо-бержер. Англия, ок. 1750. Музей искусств округа Лос-Анджелес.
- Генри Пикеринг. Портрет Элеоноры Френсис Дикси, ок. 1753.
- Ж.-О. Фрагонар. «Качели», 1767.
- Ф. Буше. Портрет мадам Бержере, ок. 1766.
- Наряд а-ля франсез, 1750—1760-е. Музей искусств округа Лос-Анджелес.
- Наряд а-ля полонез, 1770-е. Музей искусств округа Лос-Анджелес.
- Наряд а-ля англез, 1780-е. Музей искусств округа Лос-Анджелес.